# Amadu Yusufu
Amadu Yusufu, inna forma zapisu: Adamu Yusufu (ur. 5 lipca 1958) – malawijski kolarz szosowy, olimpijczyk.
Dwukrotny uczestnik igrzysk olimpijskich (IO 1984, IO 1988). Podczas igrzysk w Los Angeles zajął ostatnie, 26. miejsce w drużynowej jeździe na czas na dystansie 100 km. Nie ukończył wyścigu indywidualnego ze startu wspólnego. Na igrzyskach w Seulu w 1988 roku wystartował w tych samych konkurencjach. Zajął ostatnie, 30. miejsce w drużynowej jeździe na czas, a wyścigu indywidualnego ponownie nie ukończył.
Nie ukończył wyścigu indywidualnego ze startu wspólnego podczas igrzysk Wspólnoty Narodów w 1982 i 1990 roku. Na zawodach w 1986 roku zajął ostatnie, 12. miejsce w drużynowej jeździe na czas.